# زکی (شهر)
شهر زکی  (به عربی: إزکی) در الداخلیه در کشور عمان واقع شده‌است. جمعیت این شهر ۳۵٫۱۷۳ نفر است.